# Rithøvundafelag Føroya
Rithøvundafelag Føroya (Færøernes Forfatterforening) blev etableret den 24. marts 1957. Foreningen har ca. 100 medlemmer. Færøske forfattere og translatører kan blive medlemmer af foreningen. Foreningen indstiller færøske litterære værker til Nordisk Råds litteraturpris, den kan også vælge ikke at foretage nogen indstilling. Foreningen har lavet indstillingerne til litteraturprisen siden 1986.

## Formænd
- Vónbjørt Vang 2015-[2]
- Ludvík á Brekku 2015
- Sámal Soll 2014-2015
- Helle Thede Johansen 2012-2014
- Malan Poulsen 2011-2012
- Rakel Helmsdal 2009-2011
- Arnbjørn Ó. Dalsgarð 2007-2009
- Heðin M. Klein 2006-2007
- Carl Jóhan Jensen 2004-2006
- Gunnar Hoydal 1998-2004
- Lydia Didriksen 1997-1998
- Heðin M. Klein 1994-1997
- Hanus Kamban 1992-1994
- Carl Jóhan Jensen 1991-1992
- Turið Sigurðardóttir 1989-1991
- Martin Næs 1986-1989
- Gunnar Hoydal 1981-1986
- Marianna Debes Dahl 1980-1981
- Karsten Hoydal 1976-1980
- Jákup í Jákupsstovu 1973-1976
- Jens Pauli Heinesen 1970-1973
- Ólavur Michelsen 1968-1970
- Valdemar Poulsen 1967-1968
- Martin Joensen 1957-1959

## Eksterne links
- Rit.fo - Rithøvundafelag Føroya (Færøernes Forfatterforening)